# Санта-Марина-Саліна
Санта-Марина-Саліна (італ. Santa Marina Salina, сиц. Santa Marina) — муніципалітет в Італії, у регіоні Сицилія, метрополійне місто Мессіна.
Санта-Марина-Саліна розташована на відстані близько 430 км на південний схід від Рима, 145 км на схід від Палермо, 75 км на північний захід від Мессіни.
Населення — 925 осіб (2014).
Щорічний фестиваль відбувається 17 липня. Покровитель — Santa Marina.

## Демографія
Населення за роками:

Станом на 1 січня 2023 року в муніципалітеті офіційно проживало 75 іноземців з 15 країн, серед них 42 громадяни країн Євросоюзу та 1 громадянин України.

## Сусідні муніципалітети
- Лені
- Мальфа